# Christina Obergföll
Christina Obergföll (født 22. august 1981) er en tysk tidligere spydkaster, der har vundet flere medaljer ved internationale konkurrencer.

## Atletikkarriere
Hun deltog første gang ved OL i 2004 i Athen, men en femtendeplads i kvalifikationen var netop ikke nok til at give adgang til finalen. Hendes første store internationale resultat kom, da hun vandt sølv ved VM året efter, en præstation hun gentog ved VM to år senere.
Ved OL 2008 i Beijing klarede hun hun kvalifikationen i fin stil med en samlet andenplads, kun overgået af verdensmesteren fra 2007, tjekken Barbora Špotáková. I finalen kastede Obergföll 66,13 m i første forsøg, mens russeren Marija Abakumova kastede 69,32 m og Špotáková kastede 69,22. Obergföll nåede ikke længere ud, mens Špotáková i sit sidste forsøg nåede ud på 71,42 m og sikrede sig guldet. Abakumovas bedste forsøg blev 70,78 m, og hun blev dermed nummer to, mens Obergfölls resultat gav hende tredjepladsen. Imidlertid blev Abakumova flere år senere fanget af en dopingtest og fik frataget sin sølvmedalje, hvilket blev stadfæstet i 2018. Dermed blev Oberföll forfremmet til sølvmedaljen, mens briten Goldie Sayers fik bronzen.
I 2010 vandt Oberföll EM-sølv og i 2011 VM-bronze, mens hun i 2012 genvandt sin EM-sølvmedalje. Ved OL 2012 i London blev hun igen nummer to i kvalifikationen og igen efter Špotáková, der atter engang var konkurrencens store favorit. Abakumova var på dette tidspunkt ikke afsløret i brug af doping og deltog igen, men kom ikke til at spille nogen rolle i forhold til medaljerne. I finalen blev resultatet igen, at Špotáková vandt klart med et kast på 69,55 m, mens Oberföll kastede 65,16, hvilket var nok til sølv, og hendes landsmand, Linda Stahl, med 64,91 m vandt bronze. Samme år fik hun for sin OL-medalje Silbernes Lorbeerblatt, den højeste sportsudmærkelse i Tyskland.
I 2013 nåede hun sit bedste internationale resultat, da hun blev verdensmester foran australieren Kimberley Mickle og Abakumova. Præstationen sikrede hende titlen som årets kvindelige sportsudøver i Tyskland samme år.
Det følgende år holdt hun en længere pause på grund af graviditet og fødsel af en søn, og hun vendte tilbage til sporten i maj 2015. Hun nåede dog ikke på medaljeskamlen igen ved internationale mesterskaber, herunder OL 2016 i Rio de Janeiro, hvor hun blev nummer otte. Kort efter dette OL indstillede hun sin karriere.

## Privatliv og senere karriere
Christina Obergföll blev i en del af sin karriere trænet af Boris Henry (nu Boris Obergföll), der selv var elitespydkaster og repræsenterede Tyskland ved OL. De to blev gift i september 2013. 
Ved siden af sin sportskarriere tog hun også en uddannelse i ledelse inden for sundhedsvæsenet. Siden hun indstillede sin karriere har Obergföll blandt andet holdt foredrag samt arbejdet for et sygeforsikringsselskab. Hun har desuden deltaget i forskellige tv-shows samt lavet velgørenhed til fordel for kræftramte børn.